# 科永庫拉縣

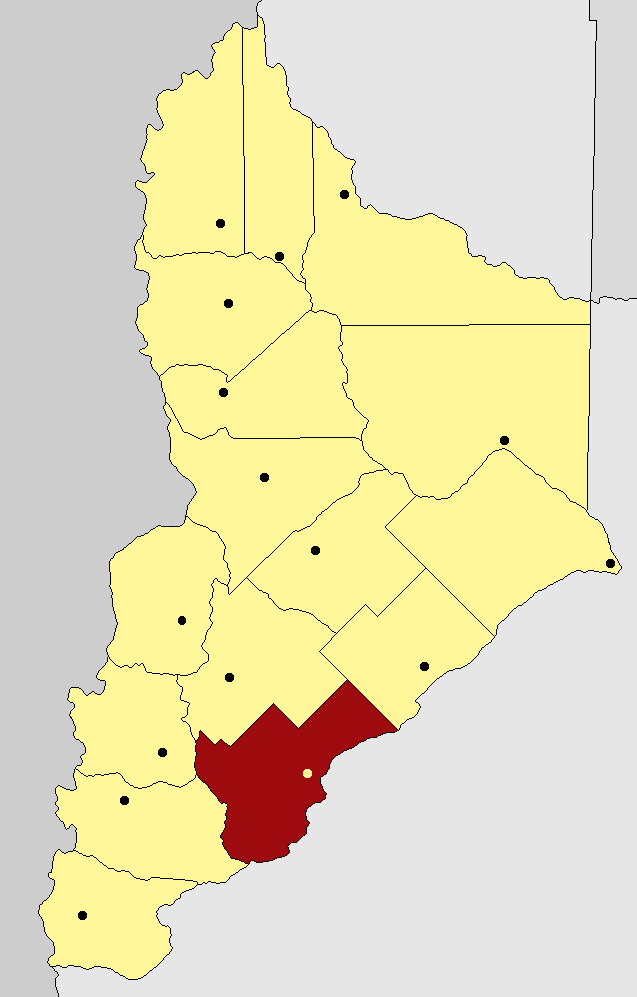

科永庫拉縣（西班牙語：Departamento Collón Curá），是阿根廷的縣份，位於該國西部內烏肯省，首府設於彼德拉德爾阿吉拉，面積4,330平方公里，2010年人口4,532，人口密度每平方公里1.05人。
40°02′54″S 70°04′30″W / 40.04833°S 70.07500°W